# Бронфман, Сэмюэл
Сэмюэл Бронфман (Шмил, или Самуил Ихилович, Бронфман, англ. Samuel Bronfman; 27 февраля 1889, Атаки, Сорокский уезд, Бессарабская губерния — 10 июля 1971, Монреаль, Канада) — канадский предприниматель, миллиардер, меценат, основатель ликёро-водочной компании «Seagram» (на протяжении многих лет самого крупного производителя спиртных напитков в мире) и богатейшей канадской династии Бронфман. Компании «Seagram» в разное время принадлежали такие торговые бренды как соки «Tropicana», виски «Chivas Regal», «Crown Royal», «VO», «Calvert», «Dewars», «Seven Crown», и ром «Captain Morgan».

## Биография

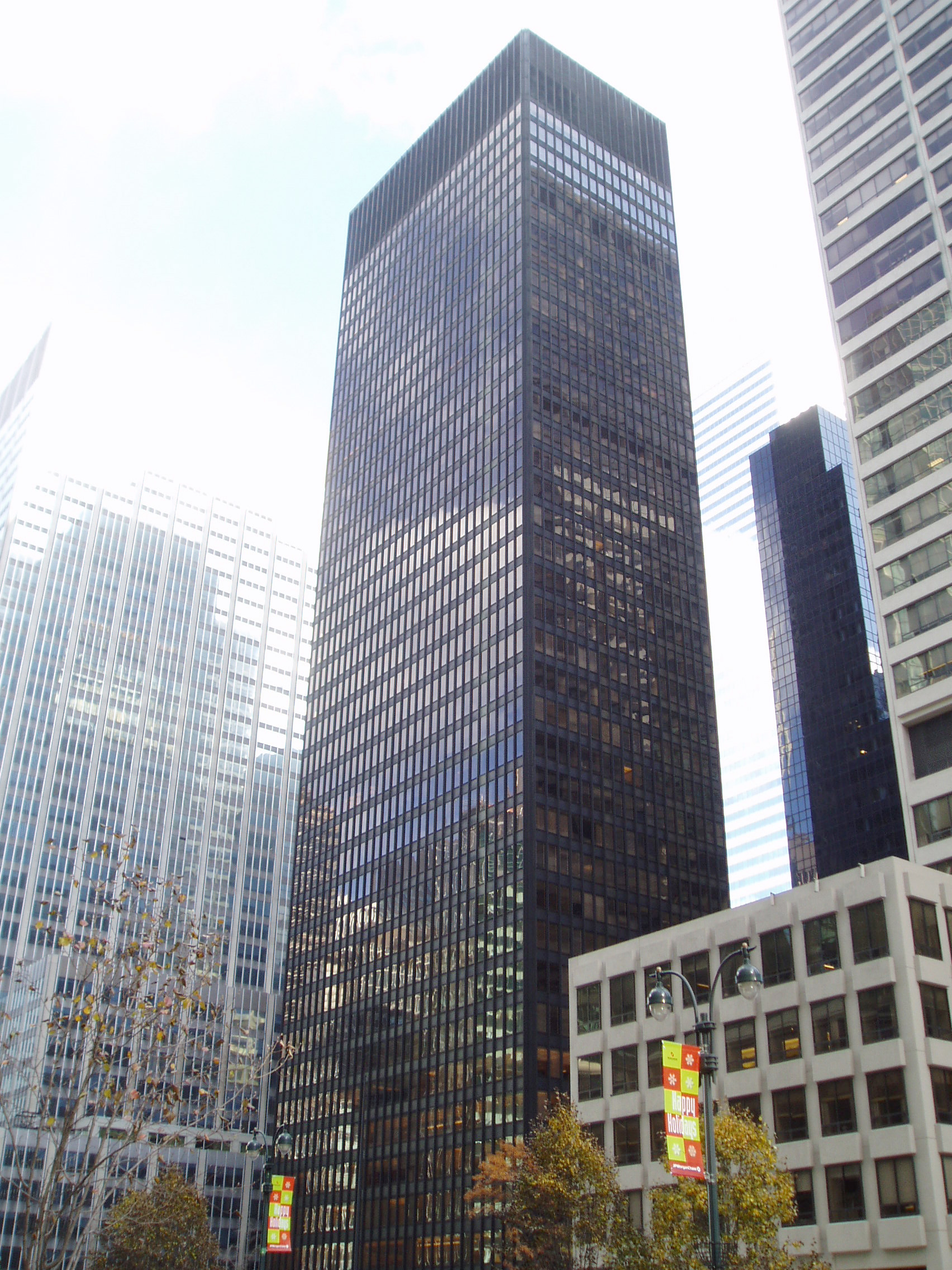
Seagram Building, Нью-Йорк

Родился под именем Шмил Бронфман в бессарабском местечке Атаки Сорокского уезда одним из восьмерых детей Ихила и Миндл Бронфман. Его родители, занимавшиеся в Бессарабии табаководством, эмигрировали в западную канадскую провинцию Саскачеван (городок Уапелла), затем в городок Брендон провинции Манитоба, когда он был ещё ребёнком. Поначалу отец и старшие братья Сэма — Абрам (Abe Bronfman, 1882, Атаки — 1968, Флорида) и Гарри (Harry Bronfman, 1886, Атаки — 1963, Монреаль) — занимались поставками древесины, а в 1903 году купили гостиничный бизнес в городке Эмерсон провинции Манитоба и уже через 10 лет владели тремя гостиницами в Виннипеге.
В 1924 году Шмил Бронфман (теперь его имя было англицировано как Сэмюэл) самостоятельно основал небольшую дистрибьюторскую компанию «Distillers Corporation» в Монреале, поначалу специализируясь на недорогом виски. Компания «Distillers Corporation» Сэмюэла Бронфмана приобрела базирующуюся в городке Ватерлоо провинции Онтарио фирму «Joseph E. Seagram & Sons» у наследников Джозефа Сиграма в 1928 году. Переименованная в просто «Seagram Co. Ltd» компания была переориентирована на более состоятельную клиентуру и под руководством Сэма Бронфмана вскоре превратилась в международную дистрибьюторскую империю — самый крупный в мире перегонщик крепких спиртных напитков, а затем и в конгломерацию, которая среди прочего занималась и шоу-бизнесом (Seagram принадлежал контрольный пакет акций киностудии Universal Pictures). Нью-Йоркская штаб-квартира компании располагалась в знаменитом манхэттэнском небоскрёбе Seagram Building (1958) по 375 Парк авеню (угол 53-й улицы), одном из самых известных образцов интернационального стиля современной модернистской архитектуры. Здание было построено по проекту дочери Сэма Бронфмана — архитектора Филлис Лэмберт (род. 1927).

## Династия Бронфман
21 июня 1922 года Самуэл Бронфман женился на Сэйдие Рознер (1897—1995). У них было четверо детей, которые в свою очередь стали крупными предпринимателями или меценатами:
- Эйлин Миндл Бронфман де Гюнцбург (1925—1986) — парижский филантроп.
- Филлис Барбара Лэмберт (род. 1927) — архитектор и меценат, основатель Канадского центра архитектуры, среди её работ — Центр Торонто-Доминион и монреальский «Центр Сэйдие Бронфман».
- Эдгар Майлс Бронфман (1929—2013) — предприниматель и филантроп, основатель Distillers Corporation Limited, президент Всемирного еврейского конгресса (с 1981 года). Известен своим вкладом в международную еврейскую студенческую организацию, чьи образовательные программы поддерживаются учреждённым им Фондом еврейской студенческой жизни (The Foundation for Jewish Campus Life). Основатель Бронфмановского товарищества молодежи в Израиле, лауреат американской «Медали свободы» (1999).
- Чарльз Рознер Бронфман (род. 1931) — канадский предприниматель, миллиардер, меценат, муж Андреи Бронфман.

Сейчас в династию Бронфман входят племянники, внуки и правнуки Сэма Бронфмана. Внук Сэма Бронфмана Эдгар Майлс Бронфман, младший (р. 1955) — в прошлом президент совета директоров Seagram, ныне — президент компании звукозаписи Warner Music Group.

## Благотворительная деятельность и награды
В 1952 году Самюэл Бронфман основал «Фонд Самюэла и Сэйдие Бронфман», ставшим одной из крупнейших благотворительных организаций Канады. Самюэл Бронфман был активен и в еврейской общинной жизни страны, возглавлял Канадский еврейский конгресс с 1939 по 1962 год, был основателем «Companion of the Order of Canada» в 1967 году.
В 1971 году он открыл «Дом семьи Бронфман» в Университете Макгилла, в котором разместился факультет менеджмента. Здание факультета было названо в честь большого благотворительного вклада семьи Бронфман в развитие Университета. В дальнейшем Бронфманы продолжали оказывать существенную поддержку Университета, в 1993 году ими был создан Макгилловский Институт изучения Канады и в 2002 году на пожертвования был возведён небоскреб Сиграм-билдинг Университета на улице Шербрук.